# Algernonia dimitrii
Algernonia dimitrii é uma espécie de planta do gênero Algernonia e da família Euphorbiaceae. 

## Taxonomia
A espécie foi descrita em 2007 por Grady Webster. 
O seguinte sinônimo já foi catalogado:  
- Tetraplandra dimitrii  Emmerich

## Forma de vida
É uma espécie terrícola, arbustiva e arbórea. 

## Descrição
| Caule                  | Caule |
| ---------------------- | --- |
| ramo                   | acastanhado |
| látex                  | presente |
| indumento              | ausente |
| Folha                  | |
| filotaxia              | alterna |
| divisão                | simples |
| estípula               | triangular/glandular/margem inteira glabra |
| pecíolo                | cilíndrico |
| lâmina                 | obovada/lanceolada/base cuneada/ápice cuspidado/ápice agudo/margem largamente serreada/margem inteira/cartácea/revoluta/glabra/glândula arredondada base/nervura terciária reticulada |
| Inflorescência         | |
| espiciforme            | terminal |
| bráctea                | imbricada base pedúnculo |
| Flor                   | |
| flor estaminada        | monoclamídea |
| bráctea                | oblonga/elíptica |
| cálice estaminada      | 2 a 5/margem inteira |
| estame                 | 2/filete unido/antera oblonga |
| flor pistilada bráctea | oval/ápice arredondado/margem denteada |
| cálice pistilado       | 6/orbicular/margem denteada/com glândula |
| ovário                 | córneo ausente |
| Fruto                  | |
| cápsula                | loculicida |
| Semente                | |
| forma                  | globosa |

## Conservação
A espécie faz parte da Lista Vermelha das espécies ameaçadas do estado do Espírito Santo, no sudeste do Brasil. A lista foi publicada em 13 de junho de 2005 por intermédio do decreto estadual nº 1.499-R. 

## Distribuição
A espécie é encontrada no estado brasileiro de Espírito Santo. 
Em termos ecológicos, é encontrada no domínio fitogeográfico de Mata Atlântica, em regiões com vegetação de floresta ombrófila pluvial.